# 布吉鼬眼蛤
布吉鼬眼蛤（学名：Galeomma phuketi），是一個在2005年才發現的物種，屬帘蛤目鼬眼蛤科鼬眼蛤屬，暫時只在泰國的布吉島發現。